# Portnahaven
Portnahaven est un village situé sur l'île d'Islay dans l'Argyll and Bute, en Écosse.